# Josefskapelle (Krakau-Łagiewniki)
Die Josefskapelle (polnisch Kaplica św. Józefa)  in Krakau ist eine katholische Kirche im Stil der Neugotik im Sanktuarium der Barmherzigkeit Gottes im Stadtteil Łagiewniki. 

## Geschichte

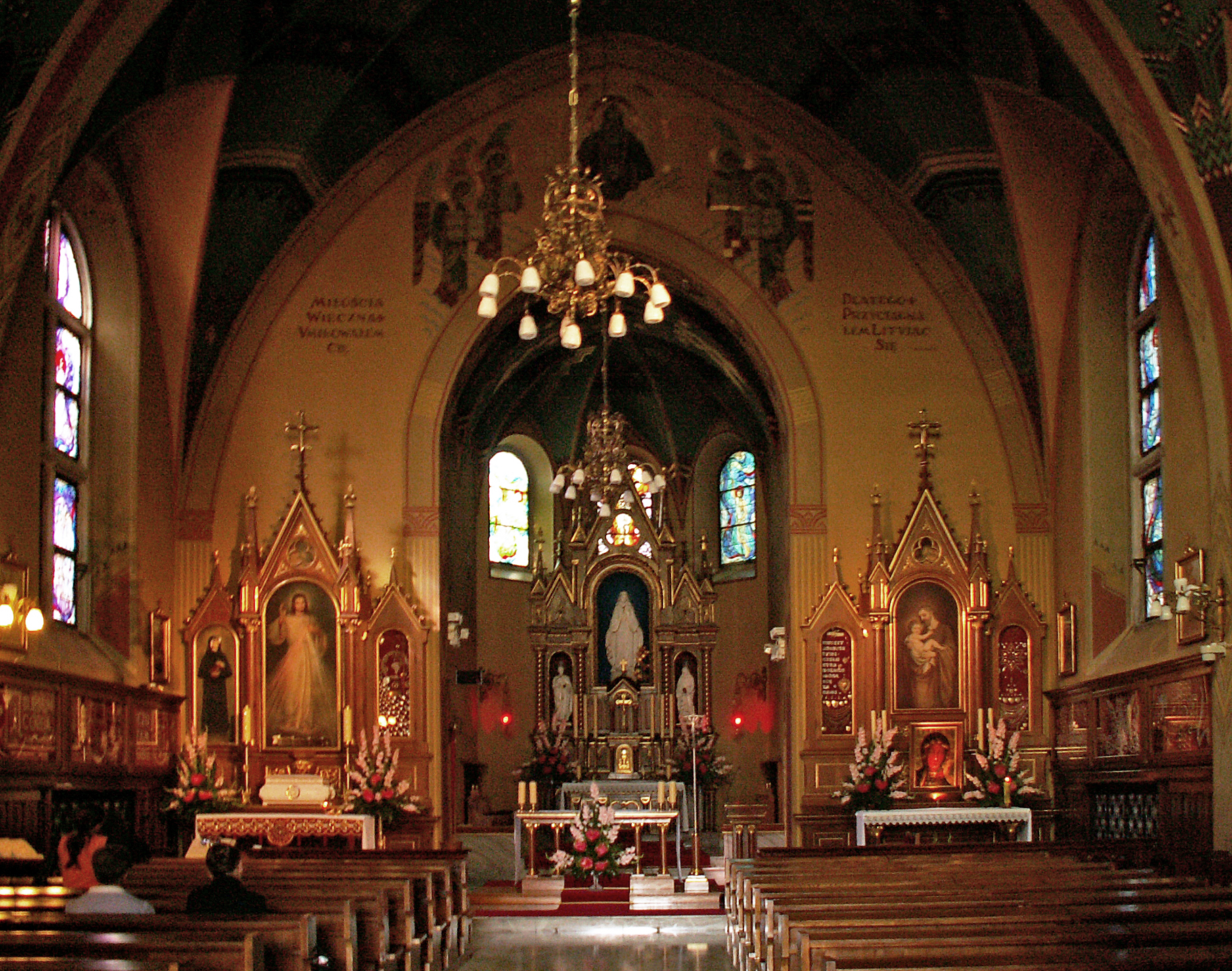
Innenraum

Die Kapelle wurde als Klosterkirche zusammen mit dem Kloster in den Jahren 1889 bis 1892 von Karol Zaremba gebaut. Die Kapelle ist nun Teil des Sanktuariums der Barmherzigkeit Gottes. Im nördlichen Seitenaltar befindet sich das Original des Gnadenbildes vom Barmherzigen Jesus von Adolf Hyła, das nach der Vision der Heiligen Maria Faustyna Kowalska gemalt worden ist. Die Heilige ist vor dem Gnadenbild bestattet.